# A Few Crusted Characters
A Few Crusted Characters is een verzameling korte vermakelijke anekdotes van de Engelse schrijver Thomas Hardy. De verhalen verschenen voor het eerst onder de verzamelnaam Wessex Folk in de Amerikaanse en Engelse versies van het tijdschrift Harper's New Monthly Magazine in de periode van maart tot juni 1891. Ze waren daarin voorzien van acht illustraties, een van de hand van Alfred Parsons, de overige van Charles Green. De collectie werd onder de huidige titel opgenomen in de in 1894 uitgebrachte bundel Life's Little Ironies. De anekdotes worden in de mond gelegd van een aantal met elkaar reizende passagiers die herinneringen oproepen aan mensen en situaties in hun directe omgeving. De verzameling anekdotes heeft daardoor het karakter van een raamvertelling.

## Verhaal
In een marktstad, vermoedelijk Casterbridge (in werkelijkheid Dorchester) verzamelt zich een aantal mensen in een wagen voor de terugreis naar huis, zijnde de gemeentes Upper Longpuddle (Piddletrenthide) en Lower Longpuddle (Piddlehinton). Het gezelschap bestaat naast de koetsier in eerste instantie uit tien mensen, onder wie onder meer een oude groentenhandelaarster, een gemeenteambtenaar, een koster, een zaadhandelaar, een rietdekker, een schoolmeester en een kunstschilder. Al met al een bont gezelschap. Als de koets al onderweg is bedenkt de vervoerder dat hij de predikant vergeten is, die zich kennelijk had verlaat. Deze komt echter de wagen al achterop en kan nog mee. Vervolgens trekt nog een persoon de aandacht van de wagenmenner en hij stopt opnieuw om nog een passagier mee te nemen. Dit blijkt ene Mr. Lackland, iemand die lang geleden met zijn ouders is geëmigreerd vanuit Longpuddle en nu terugkeert naar zijn geboortegrond. Langzamerhand beseffen de oudere passagiers wie de man is en zij beginnen herinneringen op te halen...

### Tony Kytes, the Arch-Deceiver
De vervoerder vertelt het verhaal van Tony Kytes, die hetzelfde vak uitoefende en destijds de familie Lackland naar Casterbridge had vervoerd bij hun vertrek uit het land. Tony is nogal in trek bij de meisjes, maar heeft uiteindelijk gekozen voor Milly Richards. Op een dag is hij met zijn wagen op weg naar huis als hij een ander liefje tegenkomt, Unity Sallet, die vraagt om een lift. Dat kan Tony niet weigeren. De knappe Unity weet hem vervolgens om haar vinger te winden en aan het twijfelen te brengen. Dan ontwaart hij Milly op de weg en hij vraagt Unity zich te verbergen onder het zeil achter op de wagen, in ruil voor een overhaaste belofte. Milly is hem tegemoetgekomen om hun trouwplannen te bespreken en zij stapt dus ook op de wagen. Vervolgens dient zich Hannah Oliver aan, een nog eerdere vlam die weleens boos zou kunnen zijn om zijn belofte aan Milly en om onaangenaamheden te voorkomen vraagt hij aan Milly zich ook te verbergen onder een aantal zakken op de bok. De verleidelijke Hannah weet hem ook te bepraten en hij doet zachtjes, zodat de andere meisjes het niet horen, weer een onbezonnen toezegging. De verontwaardigde geluiden die vanuit de schuilplaatsen klinken weet hij weg te redeneren als een defect aan de wielen of het geluid van dieren die hij vervoert. Ten einde raad consulteert hij zijn vader die op het veld aan het werk is en laat het paard en de wagen in handen van Hannah, die het dier niet weet te controleren. De vader kiest voor Milly, omdat zij degene is die niet heeft gevraagd om mee te mogen rijden. Juist vanwege de keuze van zijn vader verzet hij zich daartegen. Uiteindelijk belandt de wagen met de drie jonge vrouwen, die elkaar inmiddels ontdekt hebben, op zijn kant en een begrijpelijke ruzie barst los. Hannah en Unity druipen ten slotte teleurgesteld maar toch nog enigszins verwachtingsvol af. Tony besluit het dan maar bij Milly te houden en er wordt een groots huwelijksfeest georganiseerd, wat weer de aanleiding vormt tot het volgende verhaal, dat wordt verteld door de klerk en de predikant.

### The History of the Hardcomes
Op het drukke huwelijksfeest wordt flink gedanst, niet in het minst door de twee neven James en Steve Hardcome en hun respectievelijke verloofdes, Emily en Olive. Deze twee bevriende paren zijn wel zeer verschillend van aard: Steve en Olive zijn zeer actief en levendig; James en Emily zijn juist rustige en huiselijke types. Zij hebben besloten op dezelfde dag te trouwen. Tijdens het feest dansen de twee jongemannen met elkaars partners en in de hitte en opwinding gebeurt het onvermijdelijke. James en Steve overleggen hierover en de meisjes worden hierbij betrokken. De uitkomst is dat zij allen van huwelijkspartner wisselen. Bij de aankondiging in de kerk kijken de gemeenteleden dan ook vreemd op: de dominee heeft zich kennelijk vergist. Dat blijkt echter niet het geval en de huwelijken worden gesloten. Een jaar of twee gaat alles goed, maar dan begint er toch wat te knagen, omdat de huwelijkspartners zo verschillend van aard zijn en maar naar de ander blijven kijken. Niettemin moeten ze ermee leven en doen dat zo goed mogelijk. Op een mooie zomerdag gaan de stellen op hun jaarlijkse uitje naar de badplaats Budmouth Regis (Melcombe Regis in Weymouth). De actieve Olive en Steve besluiten samen een boottochtje te maken. Zij gaan zozeer in elkaar op dat hun boot afdrijft naar zee en, zoals later blijkt, omslaat, waarbij het paar verdrinkt. Na verloop van anderhalf jaar trouwen de twee overgebleven geliefden uiteindelijk alsnog met elkaar, zoals altijd al de bedoeling was geweest.
Dat brengt de gedachten van de reizigers naar de oude klusjesman van het echtpaar, William Privett, en de vreemde omstandigheden rond diens dood.

### The Superstitious Man's Story
Betty Privett is op een avond haar strijkwerk aan het doen voor de familie Hardcome als haar man William, die al was gaan slapen, naar beneden komt en de deur uit gaat. Dat verwondert haar niet, omdat hij dat wel vaker deed als hij zich niet goed voelde of even wilde roken. Als hij niet terugkomt schrijft ze met krijt op de deur dat hij die moet afsluiten, want hij is nogal vergeetachtig. Tot haar verbazing blijkt haar man echter gewoon in bed te liggen, diep in slaap. De volgende ochtend vroeg gaat hij als gebruikelijk vroeg naar zijn werk en bij terugkomst vraagt hij zijn vrouw wat die boodschap op de deur heeft te betekenen. Betty kan niet anders dan concluderen dat zij zich kennelijk heeft vergist. Die dag ontmoet zij een slaperige Nancy, die haar vertelt dat zij 's nachts met anderen bij de kerk is geweest vanwege Old Midsummer Eve, waarop men, volgens het heersende geloof, de vormen kon waarnemen van diegenen die in het komende jaar zouden overlijden. Deze gedaanten gaan dan de kerk in, waarna diegenen die zouden herstellen van hun ziekte weer naar buiten komen. Dit maakt Betty duidelijk wat er gebeurd moet zijn met haar man en inderdaad blijkt hij, nadat hij drie dagen later bij het maaien in slaap was gevallen, te zijn overleden. De vreemde omstandigheid doet zich voor dat een andere arbeider William heeft zien staan bij het water waar ooit zijn zoontje is verdronken, een plek die hij gewoonlijk meed. Het blijkt gebeurd te zijn op hetzelfde moment dat William in het weiland overleed.

### Andrey Satchel and the Parson and Clerk
Andrey Satchel, die nogal van een stevige borrel houdt, moet trouwen met Jane, die op alledag loopt. Aangezien hij de vorige avond en nacht een doopfeest heeft gevierd heeft hij hem stevig om en de dominee weigert om die reden het huwelijk te voltrekken. Jane stelt dan voor dat de dominee een uur of twee wacht, tot Andrey weer nuchter zal zijn. Aldus wordt besloten. Jane, die bang is dat Andrey ervandoor zal gaan, vraagt de koster om de kerkdeur op slot te doen, of nog beter, om ontdekking door gluurders te voorkomen, hen op te sluiten in de toren. Korte tijd later hoort de dominee dat er een vossenjacht gaande is en, gek als hij is op die sportieve bezigheid, vraagt hij de koster zijn paard te zadelen. De koster, die zelf ook wel in is voor het verzetje, rijdt achter het gezelschap aan en beiden beleven een prachtige dag. De volgende ochtend schiet de koster echter te binnen dat er nog een huwelijk gesloten had moeten worden. Geschrokken om wat er kan zijn gebeurd lopen de dominee en de koster naar buiten, waar zij een wit weggetrokken Jane zien zwaaien vanaf de toren. Tot hun grote opluchting heeft er echter nog geen bevalling plaatsgevonden en, ondanks dat het paar hevige honger en dorst heeft, staat Jane erop dat het huwelijk stante pede wordt voltrokken. Hierop nodigt de dominee hen uit bij hem de maaltijd te gebruiken en zij proberen allemaal de zaak zo te plooien dat niemand zal merken wat er in werkelijkheid is gebeurd. Na verloop van tijd raakt de geschiedenis natuurlijk toch bekend en uiteindelijk kan iedereen er wel om lachen, ook het echtpaar zelf.

### Old Andrey's Experience as a Musician
Dit brengt de schoolmeester in het gezelschap op het verhaal van Andreys vader. De schoolmeester was destijds een van de jongens in het koor dat met behulp van de kerkmuzikanten rond de kerstdagen het gebruikelijke optreden verzorgde in het huis van de plaatselijke landheer. Na afloop mocht het gezelschap dan aanschuiven voor een feestelijke maaltijd in de bediendenruimte. De oude Andrew had hier ook wel oren naar, maar omdat hij te oud was om voor koorknaap door te gaan, vroeg hij of ze hem niet wilden meenemen als muzikant. Zo gezegd, zo gedaan en zij leenden hem een oude viool. Andrew had echter totaal geen verstand van muziek en stond er dus een beetje schutterig bij. De strenge moeder van de landheer vroeg hem waarom hij niet meespeelde, waarop hij de smoes verzon dat hij onderweg was gevallen en zijn vioolstok in stukken was gebroken. Zij bezorgt hem dan vanaf de zolder een andere vioolstok en Andrew playbackt wat hij kan, zonder de snaren te beroeren. Dit gaat op den duur opvallen, temeer omdat men ziet dat hij de viool achterstevoren vasthoudt. De moeder van de landheer laat hem vervolgens buiten zetten en de landheer zelf dreigt hem uit zijn huisje te laten zetten. Als het gezelschap na afloop de bediendenruimte betreedt zit Andrew echter al aan tafel: de goede vrouw van de landheer heeft hem weer door de achterdeur binnengelaten en zijn uithuiszetting wordt verder vergeten. Hij heeft nadien nooit meer opgetreden als muzikant.

### Absent-Mindedness in a Parish Choir
Dit muzikale intermezzo doet de rietdekker in het gezelschap denken aan een andere amusante en toch ingrijpende gebeurtenis. Het gezang tijdens kerkdiensten werd gewoonlijk begeleid door een uit plaatselijke musici samengesteld orkest, voordat het orgel werd ingevoerd. Het muzikale gezelschap in dit verhaal vergelijkt hij met de kwaliteiten van het orkest in Mellstock (Stinsford) dat Hardy eerder beschreef in zijn lichtvoetige roman Under the Greenwood Tree. Nu wilde het geval dat een dergelijk orkest niet alleen dienstdeed tijdens kerkdiensten, maar ook feestelijke gelegenheden en met drank overgoten danspartijen opluisterde. Nu was het zo dat het tijdens de kerstdagen in deze vertelling het zo onnoemelijk koud was dat de muzikanten welhaast bevroren tijdens de ochtenddienst. Om hier wat aan te doen besloot men om voor de middagdienst een voorraad warme drank te reserveren die werd opgeslagen in de grote bas. Tijdens de kerkdienst werd hier door de orkestleden ongemerkt gretig gebruik van gemaakt, met als gevolg dat het hele gezelschap al gauw warm werd en in een diepe slaap viel. Na afloop van de lange en saaie preek moeten zij echter weer hun werk doen en de eerste die ontwaakt begint, niet goed wetend waar hij is, aan een heftig dansnummer, waar de anderen later enthousiast bij aanhaken. Dit veroorzaakt grote beroering onder de gemeenteleden en wekt de verontwaardiging van de aanwezige landheer, die het in het dagelijks leven overigens niet zo nauw neemt, en van de dominee. Beschaamd moeten de ontnuchterde orkestleden afdalen en de landheer zorgt ervoor dat het excellente gezelschap wordt opgeheven en vervangen door een kerkorgel.
Het gesprek komt op de oude verbitterde mevrouw Winter en de enige in het gezelschap die zich naar nog herinnert is de groentevrouw, die haar verhaal uit de doeken doet.

### The Winters and the Palmleys
Er waren twee mooie jonge vrouwen die elkaars rivalen waren in de liefde, en de een wist de geliefde van de andere te ontfutselen, met wie zij trouwde en een zoon kreeg: Jack Winter. De ander trouwde pas vele jaren later met een heer Palmley en kreeg ook een zoon, die echter verstandelijk wat achterliep. Vele jaren later, als beide vrouwen al weduwe zijn, neemt de goed gesitueerde Mrs Winter uit enig medelijden de jongen van de verarmde Mrs Palmley in dienst. Op een donkere winteravond stuurt zij de jongen tegen zijn wil om een boodschap in een aangrenzend dorp en op zijn terugreis schrikt hij zodanig van iets dat hij geheel van slag raakt, kort daarop overlijdt en de arme weduwe troosteloos achterlaat.
Na geruime tijd komt Harriet Palmley vanuit de stad bij haar tante wonen. Zij is goed opgeleid en voelt zich zeker niet de mindere van Mrs Winter, die zichzelf wel boven de anderen verheven voelt. De jonge Jack Winter voelt zich echter tot haar aangetrokken en doet haar een onverwacht aanzoek, waar zij halfslachtig op reageert.
Jack voelt wel aan dat hij niet goed genoeg is voor haar en vertrekt om zichzelf te verbeteren om zo in een gunstiger positie te komen. Er ontstaat een correspondentie tussen de twee jonge mensen, die wat Harriet betreft teleurstellend verloopt. Zelf schrijft zij in een fraai handschrift en grammaticaal correct, maar de jonge Jack weet zich niet goed uit te drukken en maakt vele spelfouten, waardoor Harriet zo haar twijfels krijgt aan zijn geschiktheid als partner. De relatie bekoelt daardoor, zeker als Harriet hem op pinnige wijze attent maakt op zijn vele spelfouten. Jack keert terug naar huis, waar hij merkt dat Harriet inmiddels een andere geliefde heeft. Hij vraagt haar daarop zijn brieven terug, omdat hij denkt dat zij er zich met haar nieuwe vriend vrolijk over zal maken. Zij weigert het verzoek, ook nadat hij het haar persoonlijk heeft gevraagd en in zijn bijzijn bergt ze de brieven weg in een kistje van haar tante. Gefrustreerd als hij is door deze gang van zaken komt hij zover dat hij op een nacht inbreekt om het kistje met zijn brieven te bemachtigen. Dat lukt, maar als hij de volgende ochtend bezig is de brieven een voor een te verbranden, treft hij een paar goudstukken aan op de bodem, die toebehoren aan de oude mevrouw Palmley. Zijn actie is inmiddels ontdekt en hoewel hij probeert de bewijsstukken te verdonkeremanen wordt hij ter plekke gearresteerd en volgens de toen geldende wetten berecht. Voor mevrouw Palmley is het ultieme moment voor wraak aangebroken en zij voorkomt dat haar nicht zorgt voor verzachtende omstandigheden of volledige ontlasting in een eenvoudige zaak. De jongeman wordt uiteindelijk voor zijn geringe vergrijp gehangen en in het dorp ter aarde besteld.

### Incident in the Life of Mr. George Crookhill
Georgy Crookhill is geen lieve jongen en heeft zo het een en ander op zijn geweten. Als hij vanuit de marktstad te paard op weg is naar huis ontmoet hij een andere ruiter op een kennelijk duur paard en papt met hem aan. Ze raken in gesprek en kunnen het zo goed met elkaar vinden dat zij uiteindelijk onderweg een kamer delen in een herberg. Zij praten de avond vol en het gesprek komt op persoonsverwisselingen, wat Georgy op een idee brengt. De volgende ochtend vroeg waagt hij de stap, kleedt zich in de kleren van de ander, neemt genoeg van diens geld om de rekening te betalen, met achterlating van de rest, en bestijgt het dure paard. Als de ander wakker wordt en ziet wat er gebeurd is, is hij, tegen alle verwachting in, opgetogen over het gebeurde. Hij neemt het andere paard en stuit na korte tijd op Georgy, die in bedwang wordt gehouden door twee agenten, die hem aanzien voor een deserteur. De ander spreekt dit niet tegen en vervolgt zijn reis. Als Georgy wordt overgedragen aan de op zoek zijnde militairen constateren die dat hij de deserteur niet is. De andere persoon voldoet wel aan het signalement. Georgy krijgt een relatief lichte straf voor zijn vergrijp, maar van de deserteur wordt nooit meer iets vernomen.

### Netty Sargent's Copyhold
De jonge Netty Sargent laat zich het hoofd op hol brengen door Jasper Cliff. Hoewel hij niet ongevoelig is voor haar schoonheid gaat het hem toch vooral om het fraaie oude huis dat Netty bewoont met haar oom. Het is een zogenaamde 'copyhold', wat wil zeggen dat het huis toebehoort aan de landheer, maar zolang er familie is die er rechten op kan laten gelden kan hij de woning niet rechtens opeisen. De bewoner kan overigens wel, tegen geringe kosten, de rechten op iemand anders overdragen. Netty's oom is echter iemand die zijn zaken steeds maar uitstelt en op het moment dat het eropaan komt blijkt hij plots overleden. Zij is echter niet voor een gat te vangen en weet de dienstdoende ambtenaar zodanig om de tuin te leiden dat hij niet doorheeft dat de oude man die de papieren tekent in werkelijkheid niet meer in leven is. Daarmee behoudt zij het huis en haar geliefde. Deze laatste is echter niet zo aardig als hij leek, en begint haar op den duur te slaan. Hierop kan zij haar mond niet houden en vertelt rond wat er gebeurd is. De zoon van de landheer, die zijn vader inmiddels heeft opgevolgd, is overigens niet zo streng en laat de zaken voor wat ze zijn.
De reis is ten einde en de passagiers worden de een na de ander afgezet bij hun woning. De heer Lackland brengt enige dagen door in het dorp, vermaakt door de herinneringen, maar beseft uiteindelijk dat hij er als relatieve vreemdeling geheel opnieuw zou moeten inburgeren en verdwijnt na korte tijd ongemerkt uit het dorp om er niet meer terug te keren.